# 松平直侯
松平 直侯（まつだいら なおよし）は、武蔵川越藩の第6代藩主。結城松平家10代。

## 生涯
天保10年（1839年）1月9日、常陸水戸藩主・徳川斉昭の八男（庶子）として江戸小石川で生まれる。母は家老山野辺義質の娘で斉昭側室の直。江戸幕府第15代将軍・徳川慶喜（斉昭七男）のすぐ下の弟にあたる。幼名は八郎麿、初名は父より偏諱を受け昭融を名乗る。川越藩第5代藩主・松平典則の養子となって直侯と改名、嘉永7年（1854年）8月13日の養父の隠居により家督を継ぎ、安政元年（1854年）12月16日に従四位下・大和守に叙位・任官する。
安政2年（1855年）1月に元服する。文久元年（1861年）12月6日に家督を養子の直克に譲って隠居し、直後の12月10日に死去した。享年23。

## 系譜
- 父：徳川斉昭（1800年 - 1860年）
- 母：直 - 山野辺義質の娘
- 養父：松平典則（1836年 - 1883年）
- 正室：貢、健、慈貞院 - 鍋島直正の娘
- 養子
  - 男子：松平直克（1840年 - 1897年） - 有馬頼徳の十三男